# Rucklarens väg

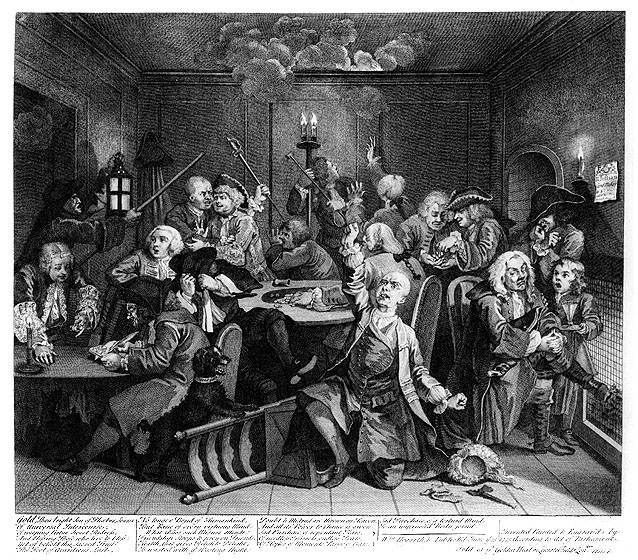
En av Hogarths gravyrer som utgjorde inspiration till operan.

Rucklarens väg (engelska: The Rake's Progress) är en engelskspråkig opera i tre akter och en epilog med musik av Igor Stravinskij. Libretto av W.H. Auden och Chester Kallman, som bygger på målningarna och gravyrerna En rucklares väg (1733–1735) av William Hogarth. 

## Historia
Igor Stravinskij, som hade bott i USA sedan 1939, uppmärksammade Hogarths bilder på en utställning i Chicago 1947. Han fick genast idén till att skriva en opera på det här temat. Hans vän och granne i Hollywood, T.S. Eliot, gav honom rådet att välja W.H. Auden som librettist. Samarbetet beredde såväl tonsättare som författare stort nöje. De började steg för steg omvandla historien och skapade av den en egenartad motivblandning från Faust och Don Juan. I det här avseendet förråder namnen mycket. Anne väcker till exempel associationer till donna Anna i Mozarts Don Juan. Nick Shadow, djävulen, förekommer inte hos Hogarth, utan är en ny gestalt, till hälften Mefistofeles, till hälften Leporello. Det var för övrigt Audens förslag att arvet inte skulle komma från fadern utan från en mystisk onkel. Av den gamla fula damen blev den skäggiga turkinnan Baba, en cirkusartist. För att snabbare kunna avsluta arbetet tog Auden hjälp av Chester Kallman, som bland annat skrev texten till auktionsscenen. Uruppförandet skedde på Teatro de la Fenice i Venedig den 11 september 1951 med tonsättaren själv som dirigent. 
Den svenska premiären ägde rum på Kungliga Operan i Stockholm den 22 april 1961 i regi av Ingmar Bergman – en produktion som kom att bli mycket uppmärksammad. Vid den uppmärksammade Glyndebournefestivaluppsättningen 1975 skapades dekor och dräkter av David Hockney. Denna uppsättning har sedermera dykt upp på många operahus i världen, bland annat på Kungliga Operan i Stockholm 2007. 
En filmatiserad version gjordes 1994 för SVT i regi av Inger Åby och under musikalisk ledning av Esa-Pekka Salonen. Medverkande sångare var bl.a. Erik Saedén, Barbara Hendricks, Greg Fedderley och Håkan Hagegård. Den visades första gången den 26 december 1995. 
Operan sattes upp på Göteborgsoperan med premiär den  11 september 2010.

## Personer
- Truelove (bas)
- Anne Truelove, hans dotter (sopran)[3]
- Tom Rakewell (tenor)
- Nick Shadow (baryton)
- Mamma Goose (mezzosopran)
- Baba the Turk (mezzosopran)
- Sellem, auktionsutropare (tenor)
- Vakten på dårhuset (bas)

## Handling
Operan utspelar sig i 1700-talets England. 
Akt I
Tom Rakewell vill gifta sig med Anne Truelove, men hennes far vill gifta bort henne med en hederlig karl och ingen annan. Därför uppmanar han Tom att resa till London och skaffa sig en fast plats på en bank. Det är inte precis vad Tom har tänkt sig utan han hoppas att andra möjligheter skall dyka upp, och plötsligt står Nick Shadow framför honom. Han berättar att Tom har ärvt en förmögenhet efter en rik farbror och erbjuder sig att bli hans tjänare. Lön behöver Tom inte tänka på förrän senare. Tom blir överlycklig och tycker att det är en utmärkt idé att bege sig till London, som Nick föreslår. Han tar farväl av Anne och slår in på rucklarens väg.
Nick för Tom till Mother Gooses bordell i London där han raskt glömmer Anne. Hon hör ingenting från honom på månader. Hon lämnar sin far och reser till London för att leta efter honom.
Akt II
Tom sitter vid frukosten i sitt hus i London. Nick visar honom en bild av den turkiska skäggiga damen Baba, som gör sensation i marknadsgycklarnas tält, och övertalar Tom att hämta henne. På kvällen hittar Anne fram till Toms hus just när Toms och Babas bröllopståg närmar sig. Hon blir skakad då hon får veta att Tom har gift sig, men även Tom är innerst inne skakad över mötet med sin sanna kärlek.
Baba har fyllt huset med alla möjliga märkvärdigheter som hon har med sig hem från sina resor. Tom avvisar hennes närmanden och då slår hon sönder allt i sin väg. Nick kommer med en besynnerlig apparat som han påstår kan förvandla porslinsskärvor till bröd. Han inbillar Tom att man på det viset kan skapa sig ett paradis på jorden, och Tom går med på att satsa alla sina pengar på en massproduktion av maskinen för att därmed vinna Anne tillbaka.
Akt III
Tom har förlorat alla sina pengar och hans ägodelar måste säljas på auktion. Anne kommer till auktionen, Baba förstår att Anne verkligen älskar Tom och återgår till sitt gamla cirkusliv. På en kyrkogård säger Nick till Tom att deras kontrakt har gått ut och att Tom måste dö om han inte vinner i det hasardspel som Nick föreslår. Tom gissar rätt på de tre korten och Nick sjunker i graven i stället, men Tom blir vansinnig och hamnar på Londons dårhus Bedlam. Anne söker upp honom än en gång. Han tror att han är Adonis och hon Venus, och hon låter honom hållas i sina fantasier. Hon sjunger honom till sömns med en vaggvisa och lämnar honom sedan med fadern. När han vaknar är han ensam men fortsätter att fabla om sin Venus tills han dör.